# Football Club Nordsjælland
Il Football Club Nordsjælland, meglio noto come Nordsjælland, è una società calcistica danese con sede nella città di Farum. Fondato il 1º gennaio 1991 con il nome di Farum Boldklub, il club ha assunto l'attuale nome nel 2003. Milita nella Superligaen, la massima serie del campionato danese di calcio, del quale ha vinto un'edizione nella stagione 2011-2012.

## Storia
La storia del Nordsjælland inizia il 1º gennaio 1991, con la fusione del Farum IK, fondato nel 1910, e dello Stavnsholt BK, fondato nel 1974; il club, che inizialmente venne chiamato Farum Boldklub, venne fondato su iniziativa dei residenti di Farum e del sindaco Peter Brixtofte. I colori del neonato club vennero scelti mescolando i colori delle due precedenti squadre, così vennero disegnate una maglia rossa e gialla e una bianca e blu, che vengono usate ancora adesso.

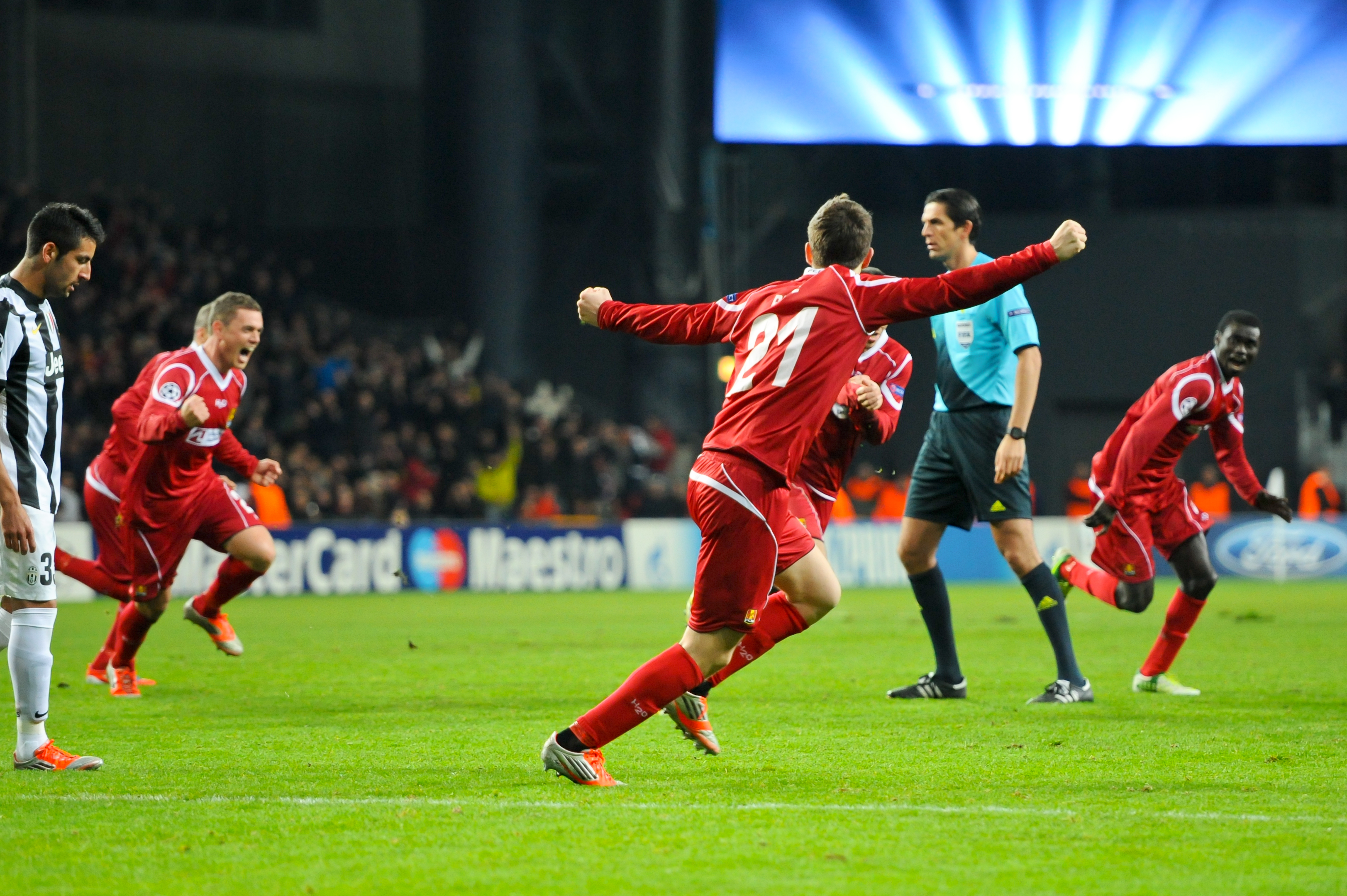
L'esultanza dei giocatori del Nordsjælland dopo un gol alla Juventus nella Champions League 2012-2013, il primo siglato dal club nella massima competizione europea.

Il Farum venne inserito nel secondo gruppo della Denmark Series, la quarta divisione danese, ma riuscì ad essere promossa in pochi anni in 2. Division, dove durò solo un anno, riuscendo nuovamente nella promozione e raggiungendo la 1. Division, dove si piazzò a nove punti dalla zona promozione. Nella stagione 2001-2002 ci fu l'avvento di Christian Andersen in panchina e la squadra arrivò seconda in campionato, raggiungendo così, per la prima volta nella sua storia, la SAS Superliga. Alla fine della stagione successiva Brixtofte andò in bancarotta e Allan Pedersen comprò il club che cambiò nome, adottando l'attuale denominazione di Football Club Nordsjælland.
Con il piazzamento al terzo posto nel campionato 2002-2003, arrivò la prima qualificazione del club in Coppa UEFA, dove venne però eliminato dai greci del Panionios. Dopo qualche anno senza particolari successi, nella stagione 2009-2010 il club vince la sua prima Coppa di Danimarca e ottiene due qualificazioni consecutive in Europa League, dove, in entrambe le occasioni, viene eliminata dallo Sporting CP; l'anno successivo vince nuovamente la Coppa di Danimarca.
Nel 2012 il Nordsjælland ha vinto il suo primo campionato danese e si è pertanto qualificato per la prima volta alla Champions League, dove è stato inserito nel Gruppo E assieme a Chelsea, Šachtar Donec'k e Juventus; in questa manifestazione ha giocato le sue partite casalinghe al Parken Stadium di Copenaghen invece che nello stadio di casa, il Farum Park. L'esordio avviene il 19 settembre 2012, perdendo per 2-0 in casa dello Šachtar, mentre riesce a conquistare il primo punto nella massima competizione europea alla terza giornata del girone, il 23 ottobre, quando pareggia in casa contro la Juventus (1-1); nella stessa partita Mikkel Beckmann segna anche il primo goal della squadra danese in Champions League.
Nelle stagioni seguenti il club ha concluso a metà classifica il campionato. Nella stagione 2015-2016, nonostante il nono posto in campionato, arrivò il trionfo in Coppa di Danimarca, che permise al club di avere un posto per le qualificazioni alla UEFA Europa League 2016-2017. Nella stagione 2017-2018 concluse il campionato al terzo posto, guadagnando l'accesso alle qualificazioni di UEFA Europa League 2018-2019. Qui i danesi eliminarono prima i nordirlandesi del Cliftonville con due vittorie di misura (1-0 e 2-1), dopodiché gli svedesi dell'AIK con un doppio 1-0, venendo poi eliminati al terzo turno dai serbi del Partizan, che si impongono con due vittorie (1-0 in Danimarca e 3-2 in Serbia).
Nella stagione 2022-23 la squadra danese conclude il campionato in 2 posizione garantendosi un ritorno nei preliminari di UEFA Champions League 2023-24

## Allenatori
- 1992-1994  Jørgen Andersen
- 1994-1999  Jørgen Tideman
- 1999-2000  Per Benjaminsen
- 2000  Tom Nielsen
- 2001-2004  Christian Andersen
- 2005-2006  Johnny Petersen
- 2006-2011  Morten Wieghorst
- 2011-2014  Kasper Hjulmand
- 2014-2015  Ólafur Kristjánsson
- 2016-2019  Kasper Hjulmand
- 2019-2023  Flemming Pedersen
- 2023-2024  Johannes Hoff Thorup
- 2024-  Jens Fønsskov Olsen

## Calciatori

### Numeri ritirati
- 26, in omaggio a Jonathan Richter (2006-2009).[4]

## Palmarès

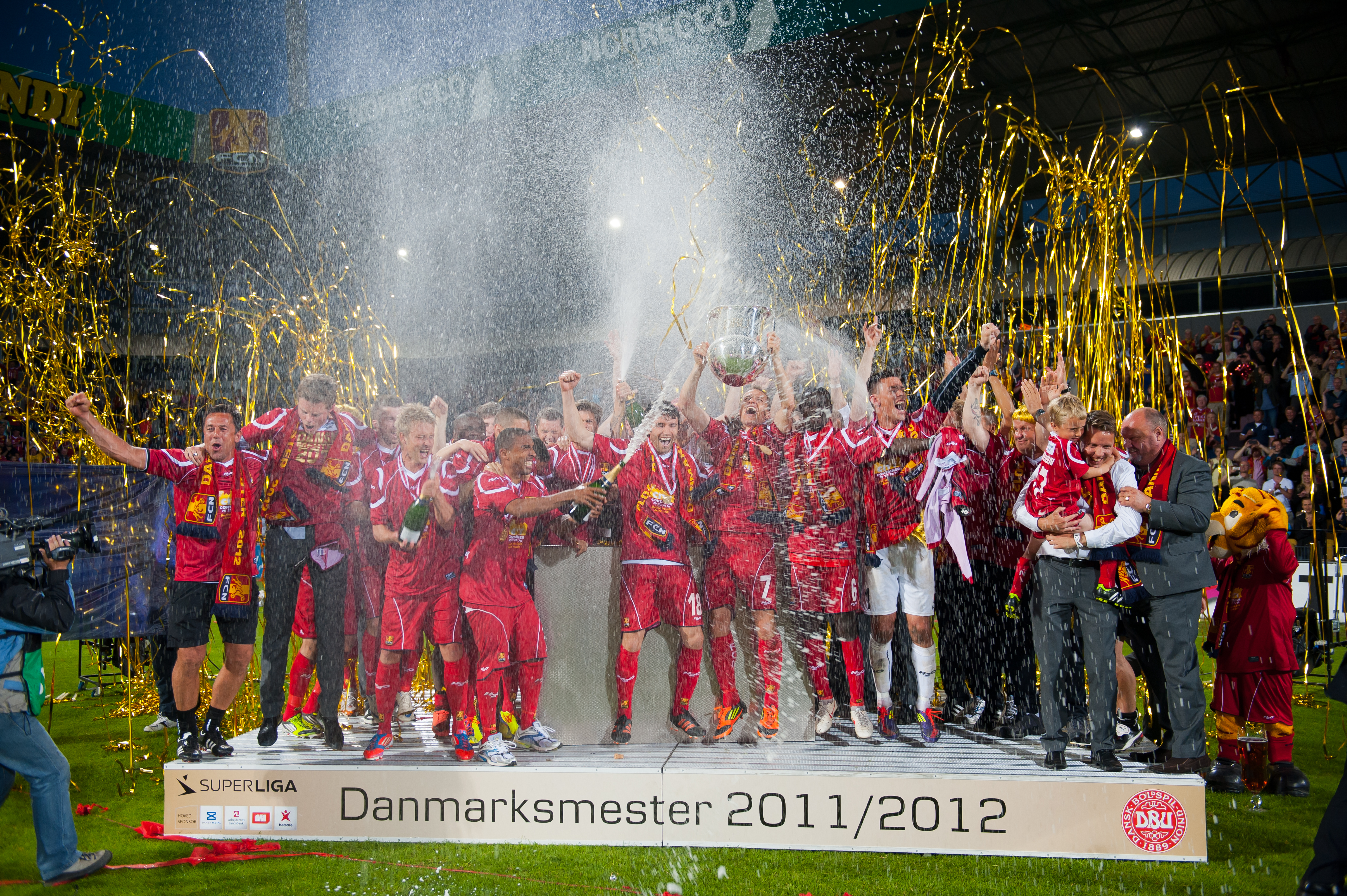
Alzata della coppa dopo la vittoria del campionato nella stagione 2011-2012.

### Competizioni nazionali
- Campionato danese: 1

2011-2012
- Coppa di Danimarca: 2

2009-2010, 2010-2011

### Altri piazzamenti
- UEFA Fair Play ranking: 1

2007-2008

## Statistiche e record

### Partecipazione ai campionati
| Livello | Categoria   | Partecipazioni | Debutto   | Ultima stagione | Totale |
| ------- | ----------- | -------------- | --------- | --------------- | ------ |
| 1º      | Superligaen | 22             | 2002-2003 | 2024-2025       | 22     |
| 2º      | 1. Division | 3              | 1999-2000 | 2001-2002       | 3      |
| 3º      | 2. Division | 1              | 1998-1999 | 1998-1999       | 1      |

### Statistiche nelle competizioni UEFA
Tabella aggiornata alla fine della stagione 2018-2019.
| Competizione           | Partecipazioni | G  | V  | N | P  | RF | RS |
| ---------------------- | -------------- | -- | -- | - | -- | -- | -- |
| UEFA Champions League  | 2              | 8  | 0  | 1 | 7  | 4  | 28 |
| UEFA Europa League     | 6              | 22 | 10 | 2 | 10 | 30 | 25 |
| UEFA Conference League | 1              | 6  | 3  | 1 | 2  | 17 | 7  |

### Statistiche individuali
In grassetto i giocatori ancora in attività con il Nordsjælland
| Record di presenze - 295 Thomas Andreasen (1999-2007) - 233 Søren Christensen (2006-2014) - 179 Jesper Hansen (2001-2013) - 178 Nicolai Stokholm (2008-2014) - 168 Patrick Mtiliga (2011-2017) - 155 Henrik Kildentoft (2007-2013) - 145 Morten Karlsen (2004-2009) - 138 Tobias Mikkelsen (2009-2018) - 131 Bajram Fetai (2007-2010) - 128 Michael Parkhurst (2009-2012) | Record di reti - 43 Martin Bernburg (2007-2009) - 38 Emiliano Marcondes (2012-2017) - 30 Marcus Ingvartsen (2014-2017) - 30 Joshua John (2012-2016) - 29 Bajram Fetai (2007-2010) - 29 Tommy Olsen (2003-2006) - 28 Mads Junker (2004-2006) - 27 Andreas Skov Olsen (2017-2019) - 27 Nicolai Stokholm (2008-2014) - 22 Søren Christensen (2006-2014) |

## Organico

### Rosa 2024-2025
Aggiornata al 3 febbraio 2025.
| N. |                        | Ruolo | Calciatore         |
| -- | ---------------------- | ----- | ------------------ |
| 2  | Danimarca (bandiera)   | D     | Peter Ankersen     |
| 4  | Danimarca (bandiera)   | D     | Kian Hansen ()     |
| 6  | Danimarca (bandiera)   | C     | Jeppe Tverskov     |
| 7  | Danimarca (bandiera)   | A     | Marcus Ingvartsen  |
| 9  | Svezia (bandiera)      | A     | Benjamin Nygren    |
| 10 | Inghilterra (bandiera) | A     | Alex Mighten       |
| 11 | Danimarca (bandiera)   | A     | Mads Hansen        |
| 12 | Francia (bandiera)     | C     | Rocco Ascone       |
| 13 | Danimarca (bandiera)   | P     | Andreas Hansen     |
| 14 | Norvegia (bandiera)    | A     | Sindre Walle Egeli |
| 15 | Danimarca (bandiera)   | D     | Erik Marxen        |
| 17 | Ghana (bandiera)       | A     | Levy Nene          |

| N. |                           | Ruolo | Calciatore        |
| -- | ------------------------- | ----- | ----------------- |
| 18 | Danimarca (bandiera)      | C     | Justin Janssen    |
| 19 | Danimarca (bandiera)      | D     | Lucas Hey         |
| 20 | Ghana (bandiera)          | C     | Araphat Mohammed  |
| 21 | Danimarca (bandiera)      | C     | Zidan Sertdemir   |
| 24 | Danimarca (bandiera)      | D     | Lucas Høgsberg    |
| 29 | Costa d'Avorio (bandiera) | C     | Mario Dorgeles    |
| 30 | Ghana (bandiera)          | D     | Issaka Seidu      |
| 31 | Danimarca (bandiera)      | P     | Andreas Gülstorff |
| 32 | Stati Uniti (bandiera)    | A     | Milan Iloski      |
| 35 | Svezia (bandiera)         | D     | Ben Engdahl       |
| 38 | Danimarca (bandiera)      | P     | William Lykke     |